# Carex traiziscana
Carex traiziscana är en halvgräsart som beskrevs av Friedrich Schmidt. Carex traiziscana ingår i släktet starrar, och familjen halvgräs. Inga underarter finns listade i Catalogue of Life.